# Bułgaria południowa

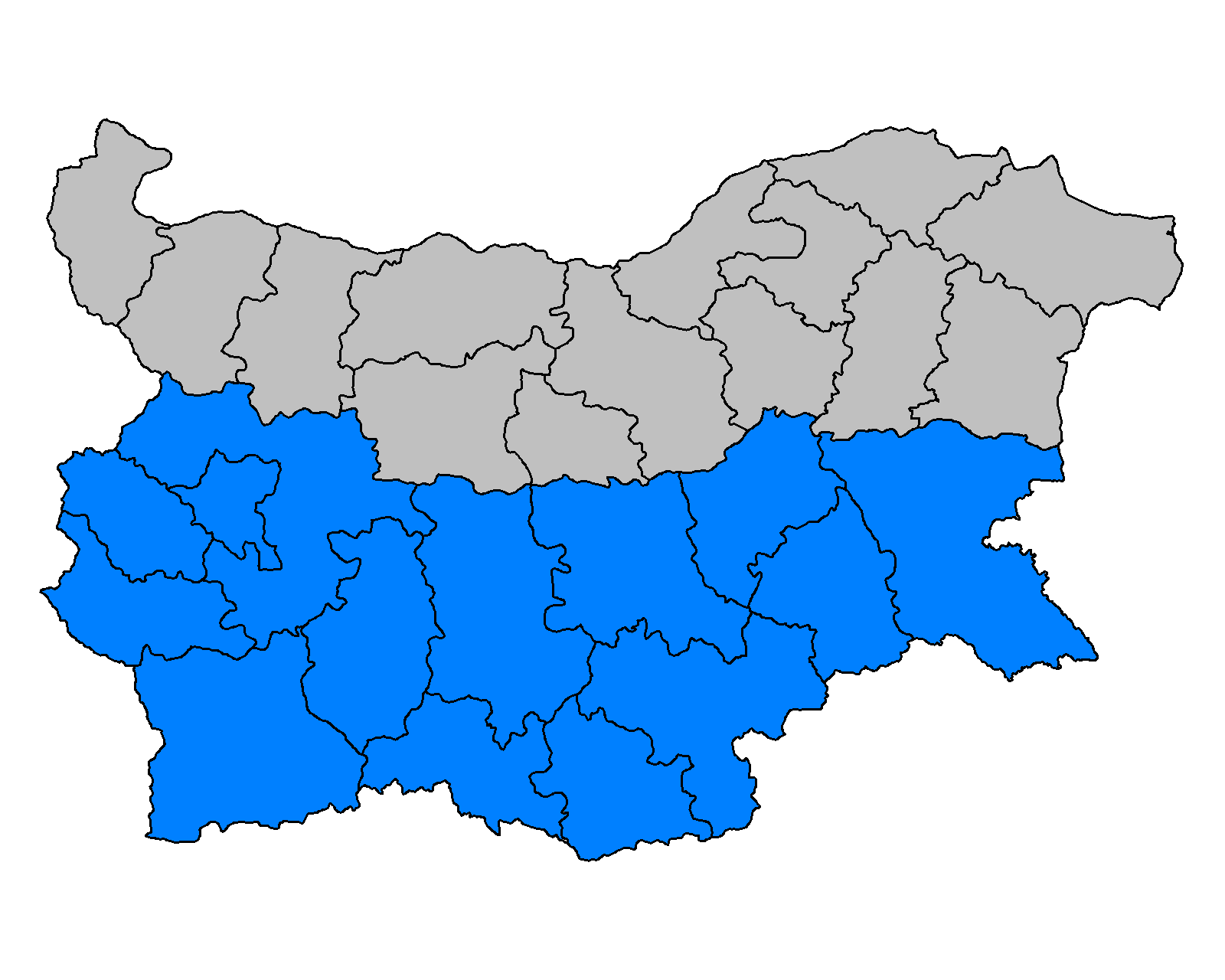
Obszar Bułgarii południowej

Bułgaria południowa to część terytorium Bułgarii, znajdująca się na południe od gór Starej Płaniny. Ten obszar geograficzny charakteryzuje się zróżnicowaną topografią i odmiennymi warunkami środowiskowymi. Tutaj koncentruje się 64% populacji Bułgarii. Znajduje się tutaj stolica Bułgarii – Sofia.
W Bułgarii południowej znajdują się obwody:
- Błagojewgrad
- Burgas
- Chaskowo
- Jamboł
- Kiustendił
- Kyrdżali
- Pazardżik
- Pernik
- Płowdiw
- Sliwen
- Smolan
- miejski Sofia
- sofijski
- Stara Zagora

Liczba ludności w 2011 roku to 4 690 223 a gęstość 75,15 ludzi/km².